# Sabri Godo
Sabri Godo (* 8. August 1929 in Delvina; † 3. Dezember 2011 in Tirana) war ein albanischer Schriftsteller und Politiker. Bekannt wurde er vor allem durch seine historischen Romane über Skanderbeg und Ali Pascha Tepelena. Godo schrieb auch Drehbücher für Filme.

## Leben
Nach der antikommunistischen Revolution in Albanien 1990/91 gründete Godo 1991 die Republikanische Partei (PR) und wurde deren erster Vorsitzender. Von 1992 bis 2001 vertrat er seine Partei als Abgeordneter im Albanischen Parlament. Er war einer der wesentlichen Gestalter der Verfassung Albaniens und galt als kultivierter und erfahrener Politiker.
Sabri Godo litt zuletzt an einer schweren Lungenerkrankung. Er war am 22. November 2011 in ein Krankenhaus eingeliefert worden und verstarb am 3. Dezember 2011.

## Werke (Auswahl)
Romane
- Ali Pashë Tepelena (1972)
- Skënderbeu (1976)
- Prova e zjarrit (1977)
- Skanderbeg. (Historischer Roman, deutsche Ausgabe). Verlag 8 Nëntori, Tirana 1983.
- Koha e njeriut (1990)

Drehbücher
- Intendanti (1980)
- Dritat e qytezës (1983)